# Foobar2000
foobar2000 er en freeware lyd-afspiller til Windows med en minimalistisk brugerflade, udviklet af Peter Pawlowski, der tidligere arbejdede freelance for Nullsoft. Det er kendt for dets meget brugerdefinérbare brugerflade. Det har en meget god understøttelse af metadata og tabsfrit lydoutput.
Siden version 0.9.5 har foobar2000 kun understøttet XP og senere udgaver af Windows. Den version byder også på en overhalet brugerflade med indlejret understøttelse af albumlister, albumbilleder m.fl.
Programmet får sit navn fra det, i programmering, ofte brugte udtryk "foobar."

## Funktionalitet
Programmet er modulært opbygget, hvorfor afspillerens funktionalitet afhænger af, hvilken installationstype man har valgt. Afspillerens funktionalitet kan også udvides med flere komponenter fra programmets webside og komponenter udviklet af tredjepart. Programmet har en åben komponent-arkitektur, der gør det nemt for en tredjepart at udvide dets funktionalitet.

### Standardfunktionalitet
- Afspilning af MP1, MP2, MP3, MP4, MPC, AAC, Ogg Vorbis, (Ogg) FLAC, WavPack, WAV, AIFF, AU, SND, CDDA, WMA og Matroska.
- Understøttelse af Unicode.
- Pausefri afspilning
- Brugerdefinérbar brugerflade
- Kan redigere egenskaber for flere filer ad gangen
- Mediabibliotek med hurtigsøgning
- Understøttelse af cue-sheets
- Understøttelse af Replay Gain
- Omkodning fra en hvilken som helst kilde, der kan afspilles til diverse formater.

### Ekstra funktionalitet ved brug af valgfrie komponenter[1]
- Afspilning af APE og ALAC.
- Afspilningsstatistik
- Understøttelse af Kernel Streaming og ASIO, der kan omgå mulige problemer med Windows' indbyggede lydmixer.
- CD-brænding (kræver at Nero er installeret)

## Andre versioner
Udvikleren bag foobar2000 har afvist, at versioner på andre sprog og til andre styresystemer nogensinde vil komme på tale.